# Thunbergia alata
Suzanne aux yeux noirs
Espèce
Classification phylogénétique
Thunbergia alata, la suzanne aux yeux noirs, est une espèce de plantes à fleurs de la famille des Acanthaceae. Cette plante vivace grimpante est originaire de l'Afrique de l'Est. Elle est utilisée comme plante ornementale. C'est une espèce envahissante et elle a été trouvée dans le Cerrado du Brésil, à Hawaï, en Australie et dans le Sud des États-Unis.
Selon les milieux, elle peut atteindre 1,8 à 2,4 m de haut dans les zones tropicales, mais beaucoup moins quand elle est cultivée comme plante annuelle. Elle a des feuilles en forme de cœur ou de flèche. Elle apprécie les expositions au soleil ou à mi-ombre et les fleurs, en général d'un orange chaud peuvent varier du rouge, orange, rouge orangé et jaune vif avec le centre d'un violet caractéristique.

## Synonymes
- Endomelas alata (ex Sims) Raf.* Thunbergia alata  ex Sims var. fryeri (Vilm.) Hasselbr.
- Thunbergia alata Bojer ex Sims  var. albiflora Kuntze
- Thunbergia alata Bojer ex Sims var. aurantiaca Kuntze
- Thunbergia alata Bojer ex Sims  var. bakeri Hasselbr.
- Thunbergia alata Bojer ex Sims  var. vixalata Burkill
- Thunbergia alata Bojer ex Sims  var. lutea Hasselbr.
- Thunbergia alata Bojer ex Sims  var. reticulata (Hochst. ex Nees) Burkill
- Thunbergia alata Bojer ex Sims  subvar. doddsii (Paxton) Hasselbr.
- Thunbergia alata Bojer ex Sims  var. sulphurea Hasselbr.
- Thunbergia alata Bojer ex Sims  var. albiflora Hook.
- Thunbergia alata Bojer ex Sims  var. alba Paxton
- Thunbergia alata Bojer ex Sims  var. retinervia Burkill
- Thunbergia albiflora (Hook.) George Gordon
- Thunbergia aurantiaca Paxton
- Thunbergia backeri Vilm.
- Thunbergia doddsii Paxton
- Thunbergia fryeri Vilm.
- Thunbergia manganjensis T.Anderson ex Lindau
- Thunbergia reticulata Hochst. ex Nees

## Galerie

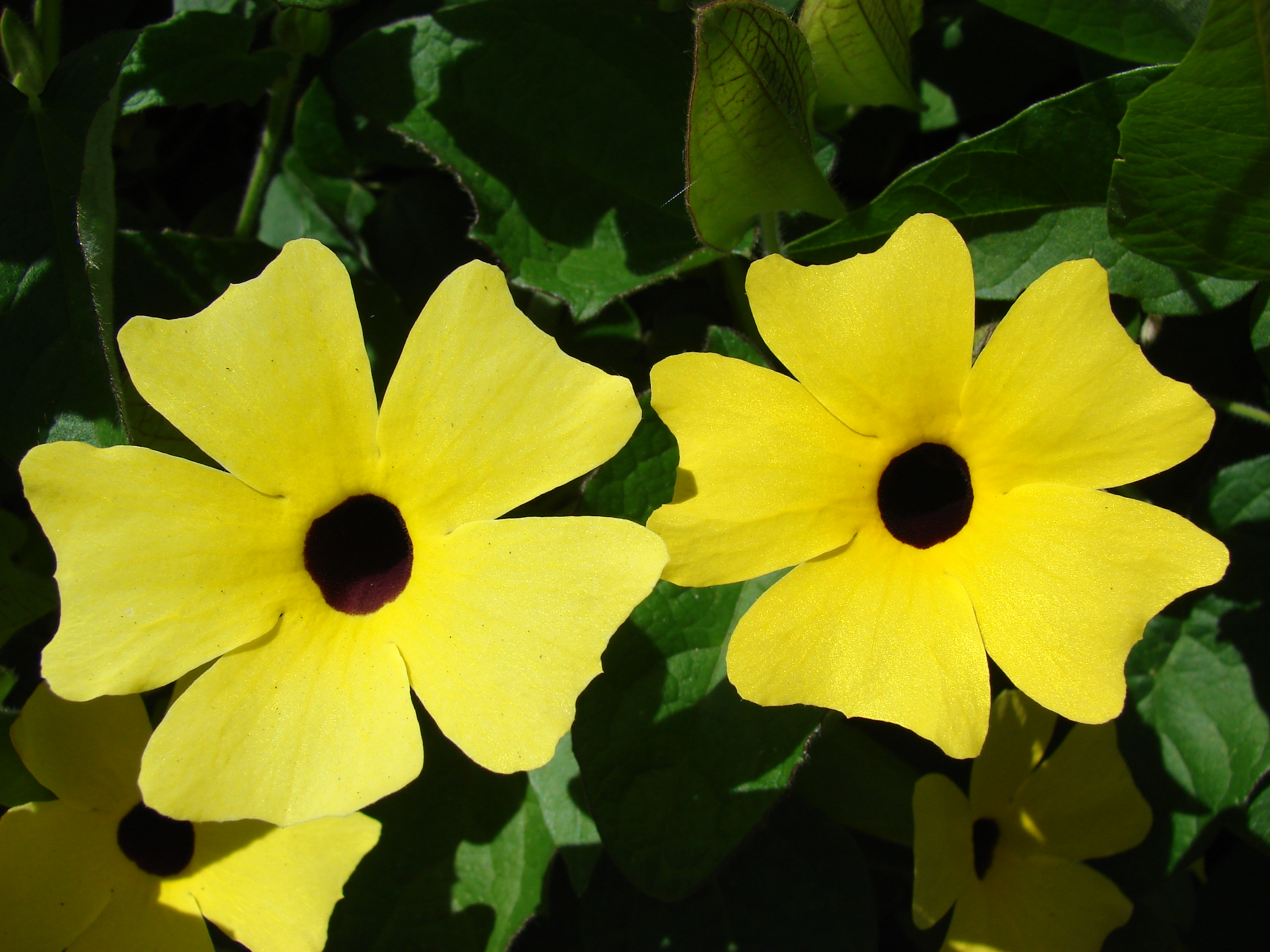
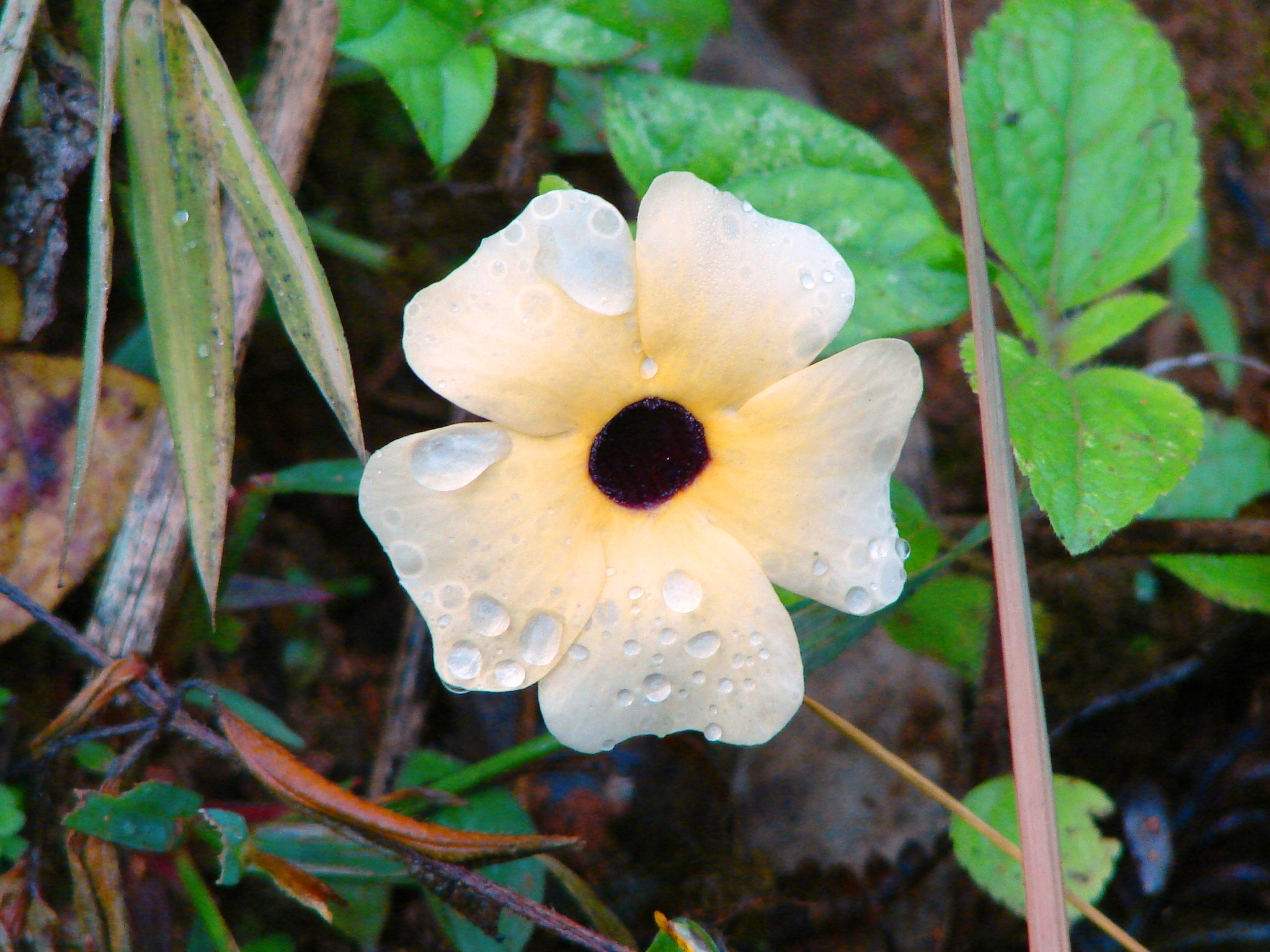
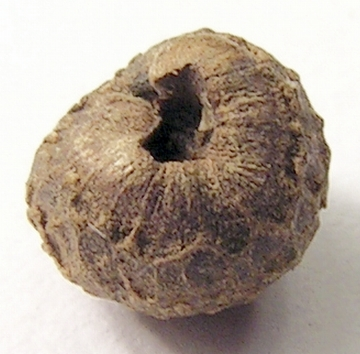
Graine. Diamètre réel : 4 mm.